# Kapitaalstroom
De kapitaalstromen zijn de internationale verplaatsingen van geld en kapitaal. Onderzoek van wereldwijde kapitaalstromen levert waardevolle aanwijzingen over de internationale kapitaalmarkten.
Bij een volkomen vrij verkeer van kapitaal bewegen grote hoeveelheden geld zonder vertraging en zonder transactiekosten over de grenzen. Ze kunnen in elke beleggingsmogelijkheid omgevormd worden om de hoogste winst en de laagste kredietkosten te realiseren. De kapitaalstromen bestaan zo lang tot de rentevoeten in het binnenland en in het buitenland overeenstemmen. Bij een onvolkomen kapitaalmobiliteit is het mogelijk, dat er verschillende interestvoeten bestaan in verschillende landen.